# Seniakovce
Seniakovce jsou obec na Slovensku v okrese Prešov. V obci žije 163 obyvatel, rozloha katastrálního území činí 2,58 km².

## Poloha
Obec leží v údolí řeky Torysy v Košické kotlině. Území je rovinaté s nadmořskou výškou 200 až 252 m n. m., střed obce je v nadmořské výšce 206 m. Odlesněný povrch je tvořen čtvrtohorními naplaveninami řeky Torysy.

## Historie
První písemná zmínka o obci pochází z roku 1289, kde je uvedena jako Scine a byla v majetku Petra z Drienova. V roce 1387 nesla název Senek, v roce 1773 to byly Senyakowce a další názvy (Seňakovce, Šenakovce, Seňakovce, Seliakovce; maďarsky Senyik, Senyék). V roce 1427 náležela Sinkovi ze Šebastové a v 17. století rodu Dóczyů.
V roce 1427 obec platila daň z 15 port, v roce 1623 byl v obci mlýn. V roce 1787 zde žilo ve 14 domech 114 obyvatel a v roce 1828 zde žilo 127 obyvatel ve čtrnácti domech. Hlavní obživou bylo zemědělství a povoznictví.

## Památky
V obci se nachází klasicistní kúria z třicátých let 19. století, později secesně upravená.

### Kostel
Řeckokatolický románskogotický kostel zasvěcený svatému Kříži z 13. století byl postaven ve středu obce. Byl obehnán zdí. Kostel byla jednolodní zděná omítaná orientovaná stavba na půdorysu obdélníku postavená bez věže. Byl dlouhý devět metrů a široký šest metrů. Po zrušení samostatně stojící dřevěné zvonice byla nad západním průčelím postavená dřevěná věž a do ní přeneseny zvony. Vstup do kostela vedl západním štítovým průčelím kamenným gotickým portálem s profilovaným ostěním. V roce 1956 byl kostel zbourán a na jeho místě postaven nový kostel, který byl dostavěn až v roce 1989, zasvěcený svatému Cyrilu a Metodějovi. V roce 2012 došlo k znovuobjevení dvou zvonů. Větší zvon je z 20. století a menší z roku 1580. Renesanční zvon ze 16. století byl v listopadu 2012 prohlášen kulturní památkou Slovenska.